# Kanton Sillon mosellan
Sillon mosellan is een kanton van het Franse departement Moselle. Het kanton maakt deel uit van het arrondissement Metz en is op 22 maart 2015 gevormd uit de gemeenten van het op die dag opgeheven kanton Maizières-lès-Metz en de gemeenten La Maxe en Woippy van het eveneens opgeheven kanton Woippy.

## Gemeenten
Het kanton Maizières-lès-Metz omvat de volgende gemeenten:
- Hagondange
- Hauconcourt
- Maizières-lès-Metz (hoofdplaats)
- La Maxe
- Semécourt
- Talange
- Woippy